# François Joseph Antoine de Hell
François Joseph Antoine de Hell (Hirsingue, 21 giugno 1731 – Parigi, 22 aprile 1794) è stato un politico francese, deputato del Terzo Stato agli Stati generali del 1789.

## Biografia
François-Joseph-Antoine de Hell iniziò i suoi studi al collegio di Porrentruy e li concluse con la discussione della tesi all'Università di Strasburgo il 22 giugno 1753.
Nel 1754 divenne gran balivo della contea di Montjoie-Hirsingue. Fu ammesso come avvocato al Consiglio Sovrano d'Alsazia nel 1758. Dal 1777 si stabilì a Landser, come balivo della signoria e dell'alto baliato di Landser. Lì gestì gli interessi del signore di Waldner e si dedicò alla botanica, entrando in corrispondenza con i migliori specialisti del suo tempo, tra cui Malesherbes.
Ma non appena si insediò, fu coinvolto in un grande scandalo che colpì l'Alsazia. Mille contadini furono sospettati di aver fabbricato false ricevute che li liberavano dai debiti nei confronti dei loro creditori ebrei. A sostegno dei contadini sotto accusa, Hell pubblicò nel 1779 a Francoforte le sue Observations d'un Alsacien sur l'affaire présente des juifs d'Alsace.
Nel suo trattato, dai toni violentemente antigiudaici, Hell accusa gli ebrei di deicidio: «Da quando il sangue del Giusto crocifisso cadde su di loro e sui loro figli.... non c'è paese né secolo, in cui la Storia non schiuda ai nostri occhi scene di persecuzione che la giusta ira del Cielo face subire a questa razza criminale. Gli ebrei portano ovunque dietro di sé nemici che suscitano la persecuzione contro di loro. La durezza del cuore, la cecità della mente, lo spirito di rivolta, l'inclinazione all'usura, il carattere crudele li hanno fatti e li faranno per sempre oggetto dell'esecrazione dei popoli tra i quali sono dispersi.»
A sostegno del suo odio anti-ebraico, Hell elenca come fatti dimostrati i delitti di cui sono stati accusati gli ebrei nel corso della storia, dal sacrificio di bambini cristiani alla profanazione delle ostie all'avvelenamento di pozzi... Hell ammette che «questi crimini atroci dei rabbini sono diventati più rari in questo secolo. Ma, dice, se non versano più fiumi di sangue cristiano con la strage rituale dei figli maschi, stanno lentamente distruggendo il padre di famiglia di cui avvelenano e accorciano le giornate esaurendo le risorse necessarie alla sua sopravvivenza.»
L'usura è oggi, per Hell, la piaga distruttiva che l'ebreo «dalla lingua perfida e dal cuore di bronzo» usa per schiavizzare le famiglie cristiane. Non c'è alcuna colpa, conclude, nel liberarsi dalla «tirannia dell'usura» producendo false ricevute, che sono solo uno dei modi per reagire alla «malizia giudaica». «Lo sconosciuto che ha fabbricato le ricevute con tale abilità da illudere qualsiasi esperto è un liberatore», conclude l'autore.
Per risolvere il problema della presenza ebraica in Alsazia, Hell propone una soluzione: «se non possiamo proscrivere gli ebrei, riduciamo almeno questa società di ladri e usurai, mettiamo dei limiti più stretti al loro numero e alle loro abitazioni.»
La pubblicazione di questo opuscolo attirò su Hell l'attenzione delle autorità. Il 18 febbraio 1780 Hell fu arrestato e imprigionato a Strasburgo. Una perquisizione della sua casa portò alla luce un gran numero di ricevute falsificate. Così lo sconosciuto autore delle false ricevute, lodato da Hell come un liberatore, sembra essere lo stesso Hell. Il suo ruolo centrale nella vicenda e il suo pamphlet incendiario gli valsero tre anni di prigione ed esilio.
In risposta all'isteria antisemita di Hell e alle soluzioni radicali da lui proposte contro gli ebrei, Cerf Beer, Preposito generale della nazione ebraica in Alsazia, si rivolse al filosofo illuminista ebreo Moses Mendelssohn. Non potendo occuparsene da solo, Mendelssohn chiese a un amico protestante, Christian Wilhelm von Dohm, di mettere mano alla penna. Il risultato sarà Über die bürgerliche Verbesserung der Juden (Sul miglioramento civico degli ebrei), un testo imprescindibile la cui traduzione francese del 1782 ispirerà le opere dell'Abbé Grégoire.
Nonostante i suoi precedenti giudiziari, gli abitanti dei distretti di Haguenau e Wissembourg lo elessero nel 1789 deputato del Terzo Stato agli Stati Generali. Sedette come deputato all'Assemblea Nazionale Costituente dal giugno 1789 al settembre 1791. Fu sempre ferocemente contrario all'emancipazione degli ebrei. Sostenitore dichiarato della monarchia, morì sul patibolo a Parigi il 22 aprile 1794 insieme al coraggioso avvocato di Luigi XVI, Malesherbes, che aveva condiviso la sua passione per la botanica ma mai il suo odio verso gli ebrei.

## Opere
- François Joseph Antoine de Hell, Observations d'un Alsacien sur l'affaire présente des juifs d'Alsace, Francfort, 1779.
- François Joseph Antoine de Hell, Observations d'un Alsacien sur l'affaire présente des juifs d'Alsace, 2ª ed., Neuchâtel, 1790.
- François Joseph Antoine de Hell, Projet de rapport à faire à l'Assemblée Nationale par M. Hell, Député du Bas-Rhin, sur la propriété des productions scientifiques ou littéraires, Paris, Imprimerie Nationale, 1791.